# Evangelisk Frikirke Danmark
Evangelisk Frikirke Danmark , tidligere Det Danske Missionsforbund – ofte blot kaldet Missionsforbundet – er en dansk frikirke, der er tilsluttet Federation of Free Evangelical Churches. Der er 24 selvstændige menigheder tilknyttet frikirken. Nørrejyske Ø udgør et særligt tyngdepunkt, da hele ni af menighederne hører hjemme her (dertil kommer en 10. menighed i Ålborg). Kirken blev stiftet i 1888 ved et møde i Ålborg.
Kirken lægger vægt på, at læremæssige forskelle skal kunne eksistere inden for menighederne, hvorfor de, i spørgsmålet om dåb, lader det være op til den enkelte person, om man er tilhænger af voksendåb eller barnedåb. Voksendåb er dog det almindeligste.
Navnet blev  1. januar 2022 ændret til Evangelisk Frikirke Danmark.

## Medlemmer af Evangelisk Frikirke Danmark
- Frikirken Salem (Frederiksværk)
- Saralystkirken (Aarhus)
- Bethaniakirken (Aalborg)
- Vesterkirken (Stenum)
- Vestermarkskirken (Grindsted)
- Frikirken i Aabenraa
- Frikirken, Sorø